# Jackson Hemopo
Pas d'image ? Cliquez ici

a Compétitions nationales et continentales officielles uniquement.

b Matchs officiels uniquement.
Dernière mise à jour le 20 novembre 2022.
Jackson Hemopo, né le 14 novembre 1993 à Wanganui (Nouvelle-Zélande), est un joueur de rugby à XV international néo-zélandais, évoluant aux postes de deuxième ligne ou de troisième ligne aile. Il joue avec le club japonais des Mitsubishi Dynaboars en League One depuis 2020.

## Carrière

### En club
Né à Wanganui dans la région de Manawatu-Wanganui, Jackson Hemopo est ensuite éduqué dans la plus grande ville de la région, Palmerston North, où il joue au rugby avec l'équipe de son lycée.
À la fin du lycée, il déménage dans la région d'Otago et rejoint le club amateur de Green Island dans la ville de Dunedin, évoluant dans le championnat local. En novembre 2012, alors qu'il seulement âgé de 19 ans, il est appelé par la province d'Otago au cours de la saison 2012 de NPC, afin de compenser les blessures au poste de troisième ligne,. Il fait ses débuts professionnels au cours de la demi finale du Championship (deuxième division du NPC) contre Tasman, marquant un essai à cette occasion,. Par la suite, il n'est pas retenu dans l'effectif d'Otago pour la saison 2013 de NPC, mais fait son retour en 2014.
En 2015, il est recruté par la franchise de Super Rugby des Highlanders sur la base d'un contrat court, où il compense une nouvelle fois de nombreuses absences sur blessure. Il joue son unique match de la saison, en tant que remplaçant, le 12 juin 2015 contre les Blues,. Il fait alors partie de l'effectif qui est ensuite sacré champion du Super Rugby lors de cette même saison, bien qu'il ne participe pas aux phases finales. Il obtient par la suite un contrat « développement » (espoir) pour la saison 2016 de Super Rugby, mais ne sera finalement pas utilisé de cette saison,.
En 2016, change de province de NPC et retourne dans sa région d'origine en rejoignant Manawatu.
Malgré le fait qu'il n'ai pas joué en Super Rugby lors la saison 2016, il prolonge toutefois son contrat avec les Highlanders pour trois saisons, portant son engagement jusqu'en 2019. Il s'impose à partir de la saison 2017 comme un joueur important de l'effectif grâce à sa polyvalence, son activité et ses qualités de plaqueur,,.
En mars 2019, il est annoncé qu'il quittera les Highlanders après la saison 2019 de Super Rugby pour rejoindre le club japonais des Mitsubishi Dynaboars en Top League,.

### En équipe nationale
Jackson Hemopo joue avec la sélection scolaire néo-zélandaise à XV (en) en 2010, où il côtoie des joueurs comme TJ Perenara ou Ofa Tu'ungafasi.
Il est sélectionné pour évoluer avec l'équipe de Nouvelle-Zélande des moins de 20 ans en 2013, et participe au championnat du monde junior, mais ne dispute aucun match lors de la compétition,.
En novembre 2017, il est appelé pour jouer avec les Māori All Blacks dans le cadre de la tournée en Amérique du Nord. Il joue son premier match avec cette sélection contre l'équipe du Canada le 4 novembre 2017.
En juin 2018, il est sélectionné pour la première fois par Steve Hansen pour évoluer avec les All Blacks à l'occasion d'une série de test-matchs contre l'équipe de France, où il remplace les blessés Vaea Fifita et Liam Squire. Il connait sa première cape le 23 juin 2018 contre l'équipe de France à Dunedin, à l’occasion du troisième test-match de la série.
En 2019, il participe au Rugby Championship 2019, et à la préparation pour la Coupe du monde 2019 au Japon, mais n'est pas retenu dans le groupe final de 31 joueurs sélectionné pour disputer le mondial.

## Palmarès

### En club et province
- Vainqueur du Super Rugby en 2015 avec les Highlanders.

### En équipe nationale
- Vainqueur du Rugby Championship en 2018.

## Statistiques
Au 11 octobre 2021, Jackson Hemopo compte 5 capes en équipe de Nouvelle-Zélande, dont une en tant que titulaire, depuis le 23 juin 2018 contre l'équipe de France à Dunedin.
Il participe à deux éditions du Rugby Championship, en 2018 et 2019. Il dispute deux rencontres dans cette compétition.